# Lauge Dahlgaard
Pour les articles homonymes, voir Dahlgaard.
Lauge Dahlgaard, né le 1er janvier 1919 à Copenhague (Danemark) et mort le 26 mars 1996, est un homme politique danois membre du Parti social-libéral danois (RV), ancien ministre et ancien député au Parlement (le Folketing).

## Biographie
Lauge Dahlgaard est diplômé en économie à l'université de Copenhague en 1943.